# Jean Bolland
Jean Bolland (latinisiert: Johannes Bollandus) (* 13. August 1596 in Julémont; † 13. September 1665 in Antwerpen) war Jesuit, Historiker und Hagiograph. Er war der Begründer der Acta Sanctorum. Seine Nachfolger, die das Werk mit Unterbrechungen bis heute fortsetzen, werden nach ihm Bollandisten genannt. 

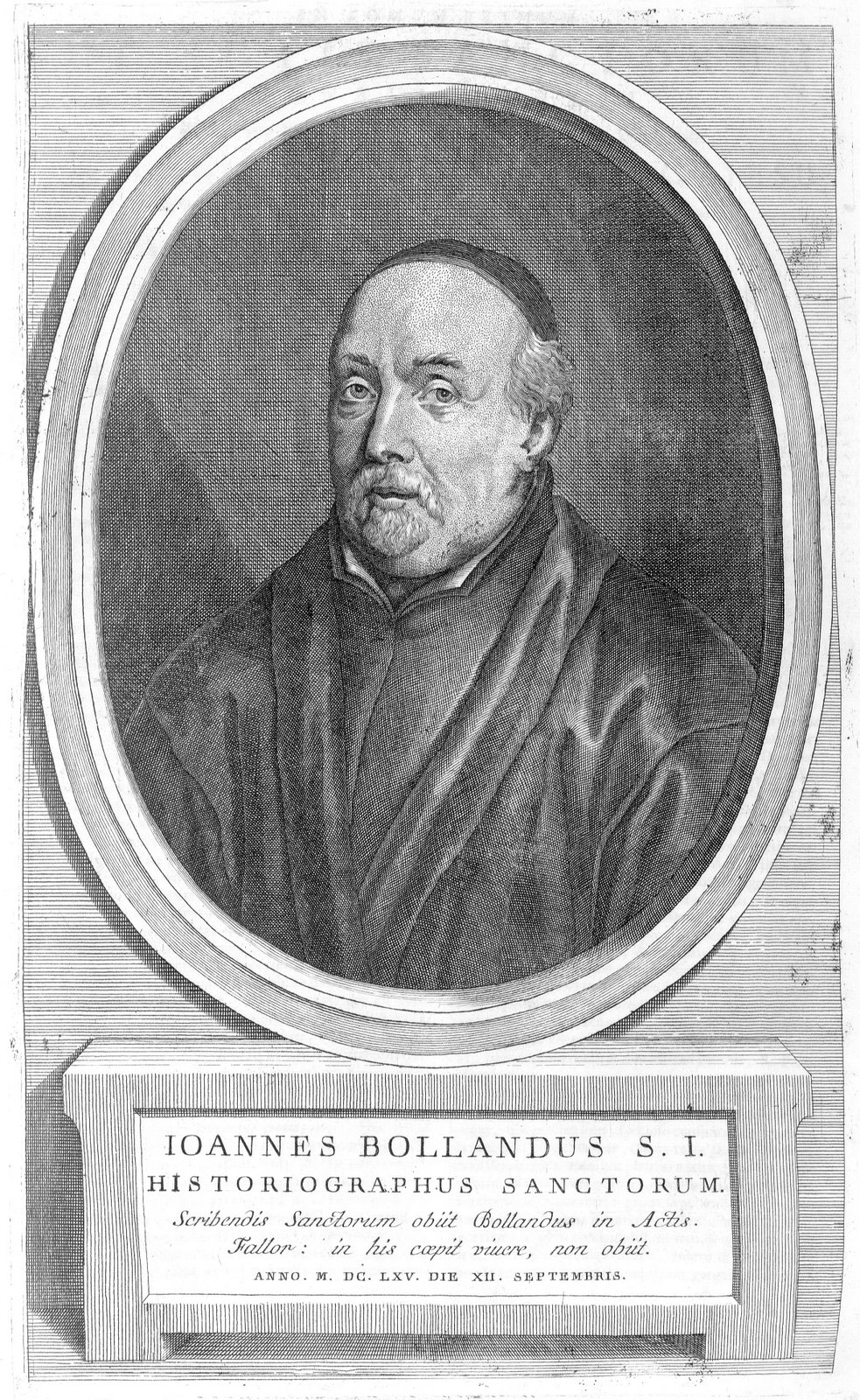
Jean Bolland, Porträt aus Acta Sanctorum, März, t. 1, Antwerpen 1688, vor S. I

## Leben
Bolland trat 1612 in den Jesuitenorden ein. Er studierte in Löwen und Antwerpen. Er wirkte in den Kollegien in Roermond, Mechelen, Brüssel und Antwerpen als Lehrer und wurde schließlich, nachdem er 1625 zum Priester geweiht wurde, Studienleiter in Mechelen. 
Weil er sich insbesondere als guter Historiker erwiesen hatte, wurde ihm die Herausgabe der Acta Sanctorum übertragen. Dieses Werk sollte die Quellen über alle Heiligen in einer historisch-kritischen Form sammeln. Die Idee dazu stammte von Heribert Rosweyde. Die Arbeit erwies sich bald als zu umfangreich, um von einem Autor bewältigt werden zu können. Daher sammelte er weitere Mitarbeiter um sich. Zu seinen Lebzeiten erschienen die Bände für den Monat Januar. Die Mitarbeiter Bollands, darunter Daniel Papebroch, gaben nach seinem Tod die Bände für die Heiligen des Monats Februar heraus. Die Arbeit wurde auch danach mit Unterbrechungen bis heute fortgesetzt.

## Société des Bollandistes
Die in Brüssel ansässige Société des Bollandistes ist Herausgeberin zweier hagiographischer Reihen: Subsidia Hagiographica (im Jahre 2009 kam Band 89 heraus) und Tabularium Hagiographicum.